# Beach Boys’ Party!
Beach Boys’ Party! ist ein Album der US-Band The Beach Boys. 

## Entstehung
1965 hatte Brian Wilson der Welt verkündet, dass er keine Lieder mehr über „kleine Mädchen am Strand“ schreiben wolle. Er hatte sich vorgenommen, musikalisch zu reifen. Im Alter von 23 Jahren verkündete er der Welt, er werde das „größte Rockalbum der Geschichte machen“. Die Plattenfirma Capitol Records war skeptisch und wollte für das Weihnachtsgeschäft ein neues Beach-Boys-Album haben. Trotz der großen Menge an Veröffentlichungen der Band – zehn Alben innerhalb von drei Jahren, zwei bereits 1965 – bestand Capitol auf einer neuen LP. Für Pet Sounds benötigte Brian Wilson noch etwas Zeit, er wollte die Sache diesmal langsamer angehen. Live- und Weihnachtsalben hatte die Band bereits aufgenommen, vor einem Best-of-Album schreckte man zurück, denn zu dieser Zeit wurden Best-of-Alben nur veröffentlicht, wenn ein Künstler auf dem Weg nach unten war.
Um diesem Dilemma zu entgehen, griff die Band zu einem Trick. Statt eines gewöhnlichen Livealbums sollte Beach Boys’ Party! den Eindruck vermitteln, dass es während einer Party aufgenommen worden war. Die Beach Boys gingen für ein paar Tage ins Studio und spielten Coverversionen bekannter Hits der 1950er- und 1960er-Jahre. Die Stimmen und die Partygeräusche wurden erst nachträglich eingefügt. Es handelt sich dabei um die Stimmen zahlreicher Verwandter, Freunde und der Frauen beziehungsweise Freundinnen der Beach Boys.
Das Album wurde mit Akustikgitarren, E-Bass und Bongos aufgenommen. Es erreichte Platz 6 in den US-Billboard-Charts und Platz 3 in den UK-Charts.

## Titelliste
1. Hully Gully (F. Smith/C. Goldsmith) (The Olympics) – 2:22
2. I Should Have Known Better (Lennon/McCartney) (The Beatles) – 1:40
3. Tell Me Why (Lennon/McCartney) (The Beatles) – 1:46
4. Papa-Oom-Mow-Mow (Frazier/White/Harris/Wilson jr.) (The Rivingtons) – 2:18
5. Mountain of Love (Harold Dorman) – 2:51
6. You’ve Got to Hide Your Love Away (Lennon/McCartney) (The Beatles) – 2:56
7. Devoted to You – (Boudleaux Bryant) (The Everly Brothers) – 2:13
8. Alley-Oop (Dallas Frazier) (The Hollywood Argyles) – 2:56
9. There’s No Other (Like My Baby) – (Phil Spector/L. Bates) (The Crystals)
10. Medley: I Get Around/Little Deuce Coupe (Brian Wilson/Mike Love/Roger Christian) – 3:12
11. The Times They Are A-Changin’ (Bob Dylan) – 2:23
12. Barbara Ann (Fred Fassert) (The Regents) – 3:23

## Zusätzliche Informationen zu den Liedern
Mit I Should Have Known Better, Tell Me Why und You’ve Got to Hide Your Love Away befinden sich drei Beatles-Lieder auf dem Album. 
Papa-Oom-Mow-Mow ist das einzige Lied, das bereits auf einem Beach-Boys-Album zu finden war. Auf dem Livealbum Beach Boys Concert ist eine weitere Version zu finden.
Die bekannteste Version von Mountain of Love stammt von Johnny Rivers und erreichte 1964 Platz 6 der Charts, die Originalversion von Harald Dorman erreichte 1960 Platz #21. Auf dieser Version spielt Billy Hinsche die Mundharmonika. 
Devoted to You wurde von den Everly Brothers aufgenommen. Alley-Oop ist in Versionen von drei Gruppen bekannt, die 1960 teilweise hohe Chartpositionen erreichten: The Dyna-Sores, Danté & The Evergreens und The Hollywood Argyles.
Das Medley aus I Get Around und Little Deuce Coupe ist der einzige Beitrag zu dem Album, der im Original von den Beach Boys stammt.
Barbara Ann wurde von der Plattenfirma ohne das Wissen der Band als Single ausgekoppelt und wurde auf der ganzen Welt ein großer Hit (Nr. 3 in Großbritannien und Nr. 2 in den USA). Den Leadgesang auf diesem Stück übernahmen Brian Wilson und Dean Torrence. Torrence war Mitglied des 1960er-Jahre-Surf-Musik-Duos Jan & Dean, für das Brian Wilson viele Hits komponierte (darunter auch den Nr.-1-Hit Surf City auf dem Brian Wilson selbst mitsang).